# Philippe Leruth
Philippe Leruth (Hoei, 13 september 1955) is een Belgisch journalist en bestuurder.

## Levensloop
Hij doorliep zijn secundair onderwijs aan het Collège Sainte-Croixte te Hannuit. Vervolgens studeerde hij aan de Université catholique de Louvain (UCL). In 1977 ging hij aan de slag als journalist voor L'Avenir.
In 1995 volgde hij Piet De Busschere op als voorzitter van de Algemene Vereniging van Beroepsjournalisten in België (AVBB). Onder zijn bestuur werd in 1998 de organisatie gedecentraliseerd en opgesplitst in een Vlaamse (VVJ) en Franstalige organisatie (AJP). Vervolgens was hij de eerste voorzitter van de AJP, een functie die hij uitoefende tot februari 2005. In deze hoedanigheid werd hij opgevolgd door Manuela Hollanders.
Van 2004 tot 2013 was hij vice-voorzitter van de Europese Federatie van Journalisten (EFJ). In juni 2016 volgde hij Brit Jim Boumelha op als voorzitter van de Internationale Federatie van Journalisten (IFJ).